# Славимир Генчев
Славимир Тодоров Генчев е български журналист, поет и писател. Наричан е „поета с китарата“.

## Биография
Роден е на 28 октомври 1953 г. в село Поликраище, община Горна Оряховица, област Велико Търново. Завършва Българска филология в Софийски университет. Работи като журналист и редактор в различни вестници,като уредник на музея на Димчо Дебелянов в Копривщица, като преподавател в Департамента за езиково обучение към Софийския университет „Св. Климент Охридски“. Дълги години работи като журналист във вестник „Българска армия“. Участва в сборника „Смяна 80“ (1980), автор е на стихосбирките „Перо от огъня“ (1989), „Черна кутия“ (2000), „Единицата мярка“ (2002), „Цветоглед“ (2005) и „Опит за подсказване“ (2009). Носител е на няколко национални литературни награди: „Димчо Дебелянов“ (1975, 2012 Копривщица), „Яворов и ние“ (1985, Поморие), „Магията Любов“ (2001, Казанлък), „Мечти по лято“ (2002, LiterNet), „Свищовски лозници“ (2007, Свищов). Като изпълнител на авторски песни печели втора награда в Добрич (1988) и първа награда в Несебър (2002). Голямата награда на „Бардфест“ Ловеч (2004), „Поетични струни“ (Харманли, 2005)
Член е на Съюза на българските писатели.
Славимир Генчев умира на 6 ноември 2020 г. в София.
Творчество на Славимир Генчев съдържа:

## Поезия

### Книги
- Генчев, Славимир. Перо от огъня.   София, Народна младеж, 1989. с. 68.
- Генчев, Славимир. Славимир Генчев на 60 стихотворения.   София, Мултипринт, 2013. с. 70.
- Генчев, Славимир. Цветоглед.   София, Словото, 2005. с. 47.
- Генчев, Славимир. От Копривщица за Копривщица. Разкази, очерци, скици.   София, Златен змей, 2016. с. 95.
- Опит за подсказване

### Стихове
- Разчистване на Дебеляновия двор
- Левски
- Кръговрат
- Диалектика на породата
- Завет
- Светецът
- Из биографията на един провинциален поет
- Владение
- В списъка на изгубените
- Добре забравено вечно
- Преминаването на старата любов в любов
- Риторичен отговор на риторичен въпрос
- Премълчано любовно признание
- Защо талантът е над всичко
- Прозаично стихотворение с неочаквано любовно признание накрая
- Научните теории за любовта
- Първото ни сладко от ягоди
- Топлината
- Разположение на любовта във времето
- Указание за разсичане на горделиви възли
- Тост под Вола
- Вътрешен огън

## Разкази
- Последният известен адрес
- Едно на нула
- Везните на Марта
- Рисковете на професията
- Смешната страна на живота
- Пръчове, орли, айдуци
- Оценителна комисия
- Амигото
- Ножът е дървен

## Повести
- Историята на едно „милионерско“ детство

## Хумор и сатира

### Стихосбирки
- Перо от огъня
- Черна кутия
- Любовна лирика
- Цветоглед
- Ненавременни стихотворения

### Фейлетони
- Музеят
- Оперативка
- Слафоризми, славиози и слафове

## Критически Преглед

### Рецензии
- Разтърсващата истина за горянството, или къде са корените на днешните ни беди

## Литературна критика

### Статии
- Драмата на Двамата: българската трагедия
- Как копривщенци превърнаха Филибе в Пловдив

## Пътеписи
- Предколедна Будапеща

## Пиеси
- Оценителна комисия

## Други произведения
- Актрисата и поетът (Неизвестни страници от любовния роман на Дора Дюстабанова и Теодор Траянов)
- „Вуцидей“: автобиография, антиутопия и факшън
- От Копривщица за Копривщица